# Рябець Авринія
Рябець Авринія (Euphydryas aurinia) — вид денних метеликів родини сонцевиків (Nymphalidae).

## Етимологія
Авринія — жриця і віщунка у німецьких народів.

## Опис
Розмах крил 30-45 мм. Верх крил рудо-помаранчевий, з черговими жовтуватими і червоно-помаранчевими перев'язами і чорними плямами. Низ передніх крил рудувато-помаранчевого забарвлення. Задні крила зверху з рядом чорних плям по помаранчевій перев'язі перед краєм. На нижній поверхні задніх крил недалеко від краю розташована широка помаранчева смуга, облямована білими плямами, а вздовж її середньої частини лежать жовті плями з чорними цятками посередині. Самці від самиць за забарвленням майже не відрізняються.
Гусениці завдовжки до 35 мм, з 7-9 поздовжніми рядами шипів на всіх сегментах помірно волосистого тіла темного кольору, з дрібними білими крапками; на боках — біла поздовжня смужка.

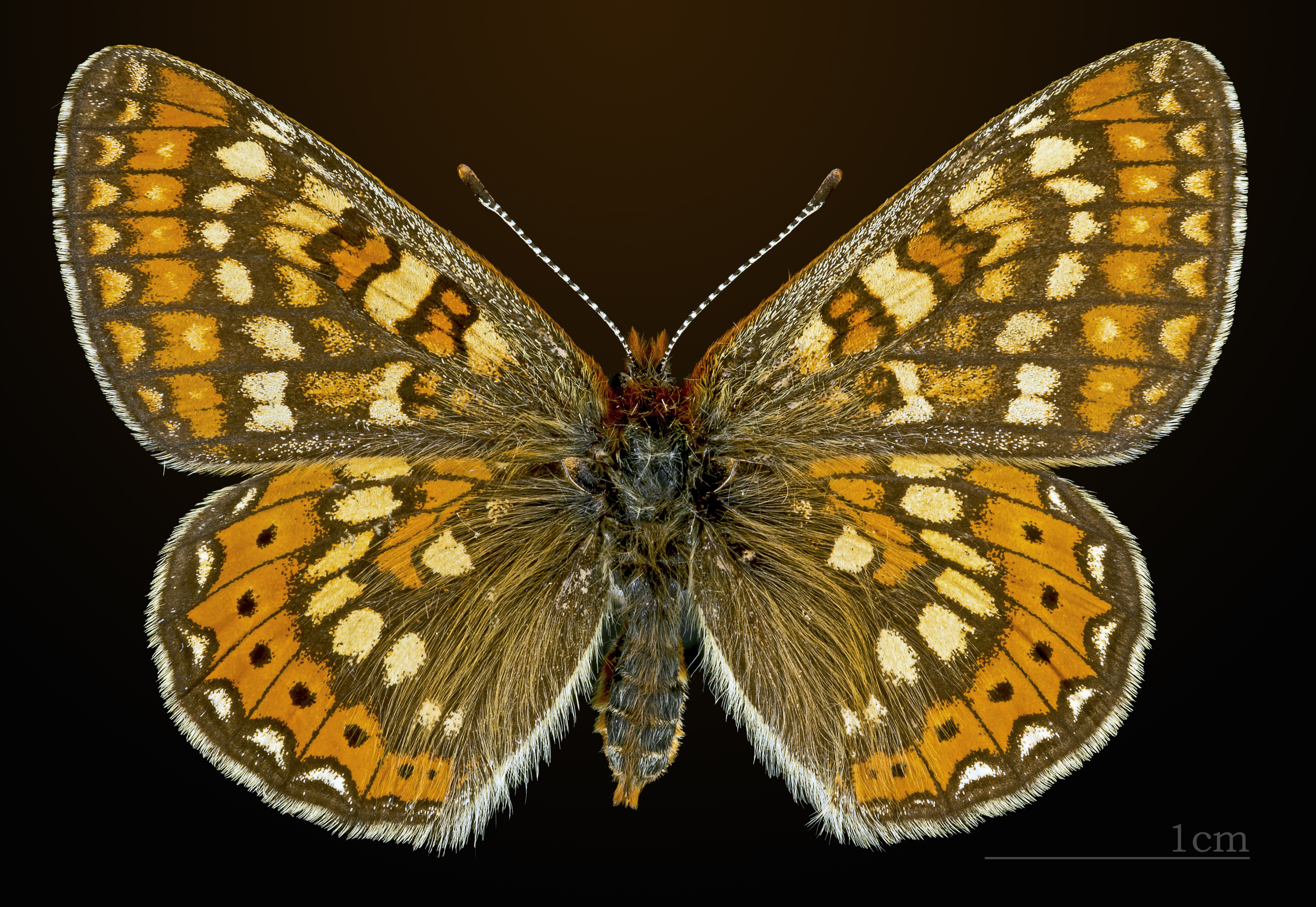
Euphydryas aurinia aurinia ♂
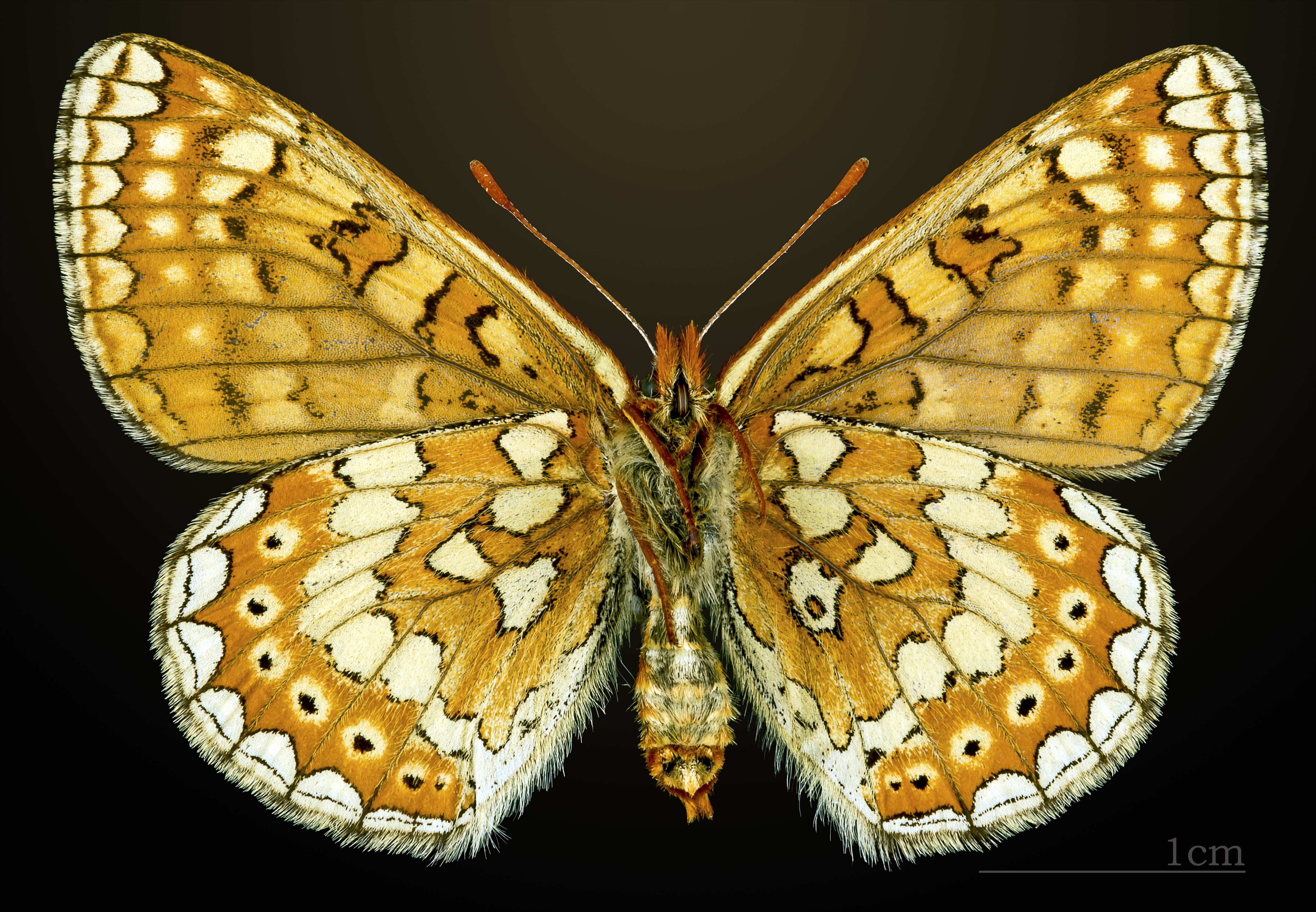
Euphydryas aurinia aurinia ♂   △

## Поширення
Вид поширений у Європі, Північній Африці та Північній Азії від Марокко до Кореї.

## Спосіб життя
Метелики літають з кінця травня до середини липня. Трапляються на сирих луках, полях, узліссях, обабіч доріг. Після спарювання самиці роблять кладки по 60 — 200 штук на нижню сторону прикореневого листя рослин. Гусениці живляться на різних трав'янистих рослинах, переважно на скабіозі жовтій (Scabiosa ochroleuca) та комоннику лучному (Succisa pratensis). На першому кільці тіла знизу у них розташовується отвір особливої шийної залози, здатної виділяти рідину захисного властивості. Зимують гусениці по кілька штук в павутинних коконах, заляльковуються навесні.

## Охорона
Euphydryas aurinia охороняється в Європі і занесений до Додатку ІІ Бернської конвенції (охоронна категорія: вид підлягає особливій охороні), а також до Директиви Європейського Союзу 92/43/ЄС «Про збереження природних оселищ та видів природної фауни і флори» (Додаток ІІ. Види рослин і тварин, що становлять особливий інтерес для Європейського Союзу, збереження яких потребує створення територій особливої охорони).

## Підвиди
- Euphydryas aurinia aurinia
- Euphydryas aurinia banghaasi (Seitz, 1908).
- Euphydryas aurinia barraguei (Betz, 1956)
- Euphydryas aurinia beckeri (Lederer, 1853)
- Euphydryas aurinia bulgarica (Fruhstorfer, 1916)
- Euphydryas aurinia debilis Oberthür, 1909
- Euphydryas aurinia ellisoni (Rungs, 1950)
- Euphydryas aurinia laeta (Christoph, 1893)
- Euphydryas aurinia provincialis (Boisduval, 1828)

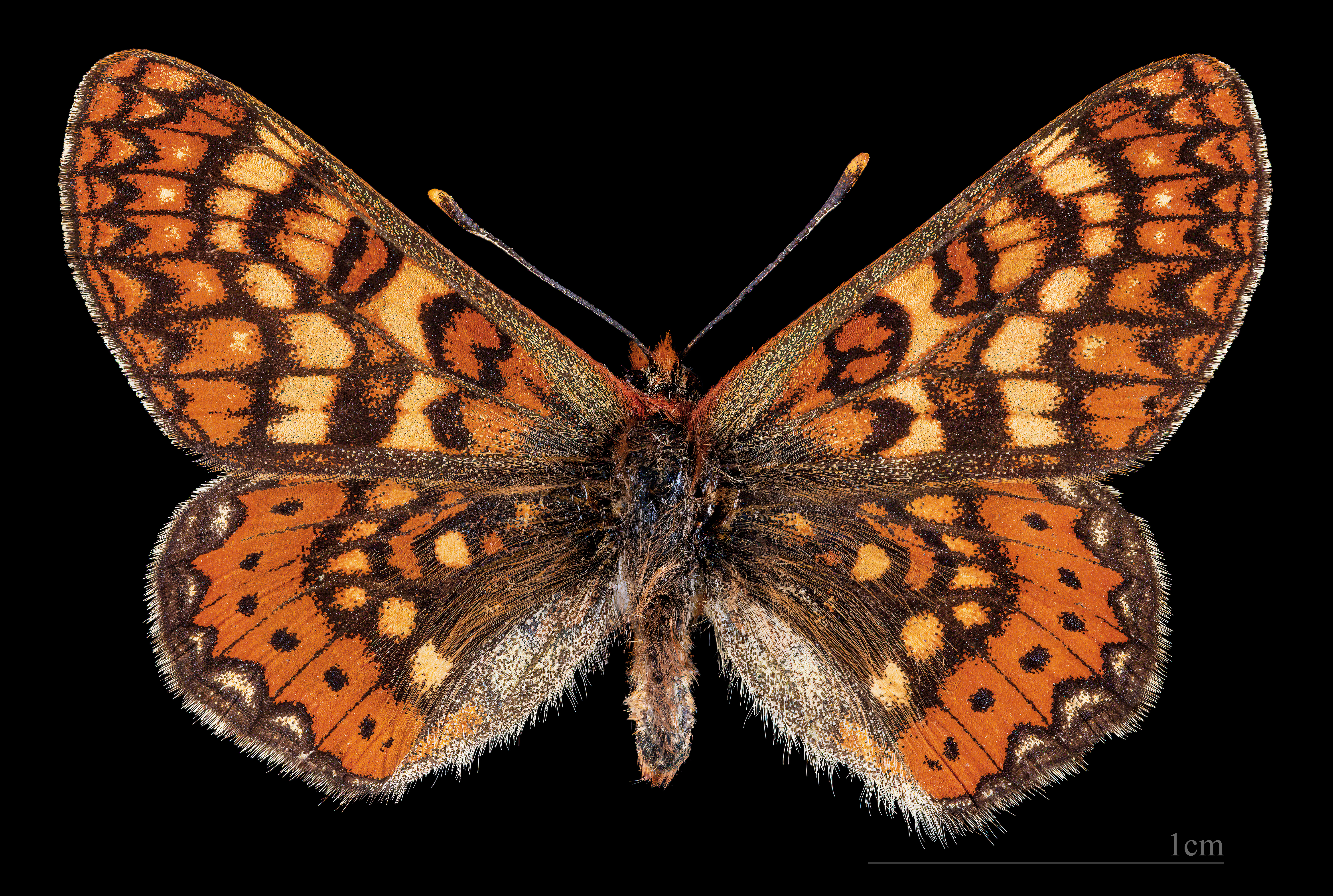
Euphydryas aurinia beckeri ♂
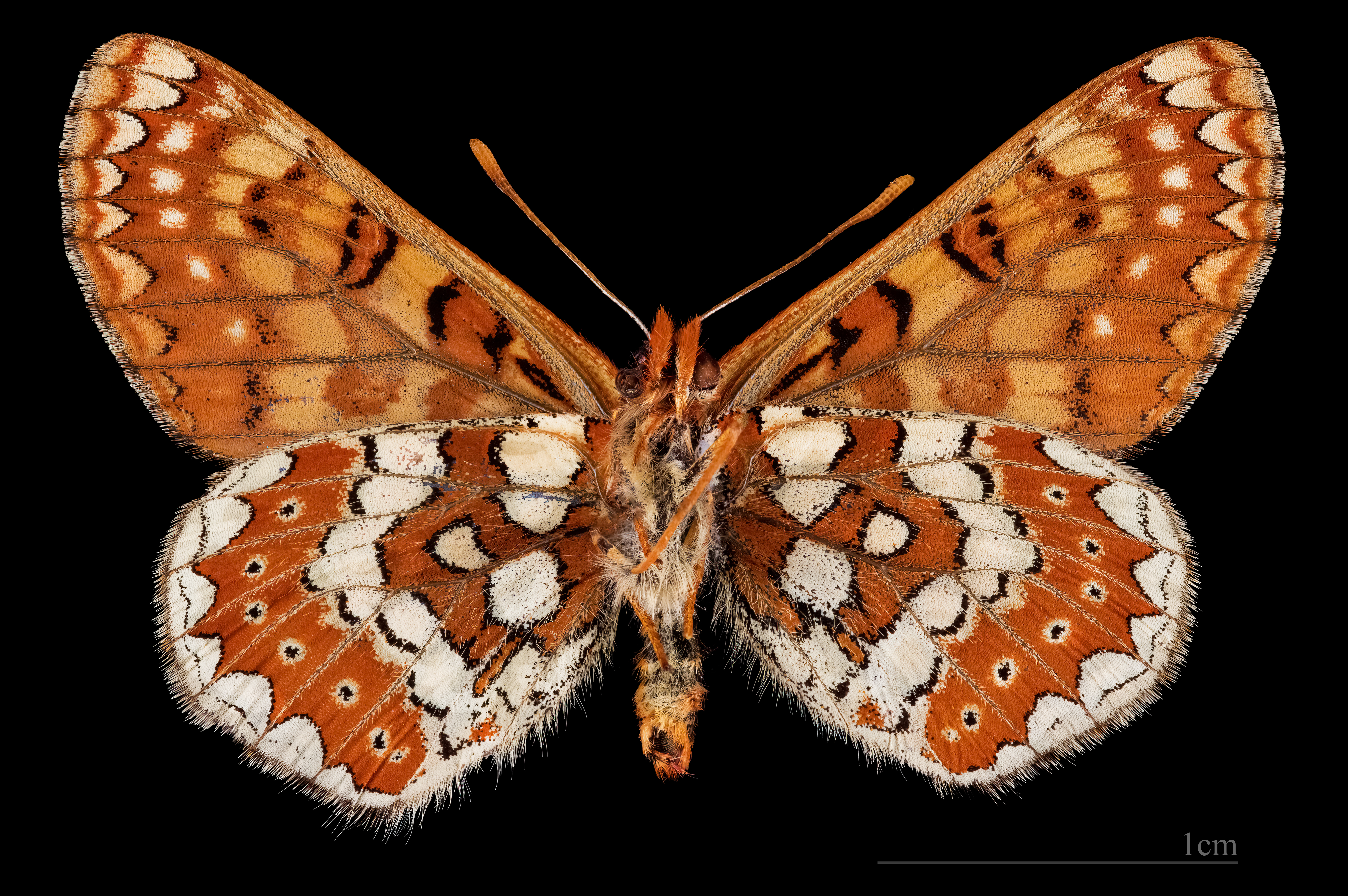
Euphydryas aurinia beckeri ♂  △
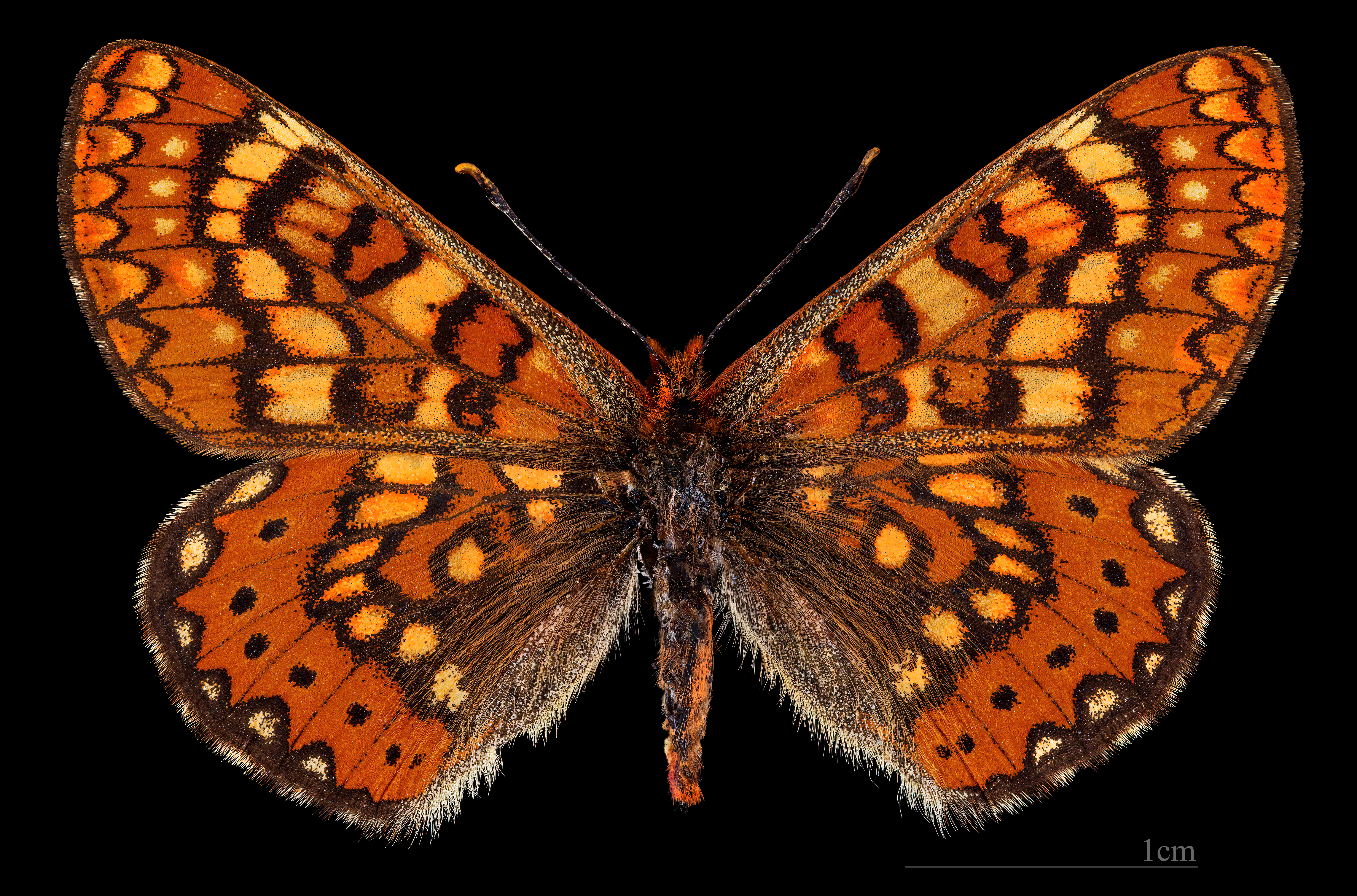
Euphydryas aurinia beckeri ♀
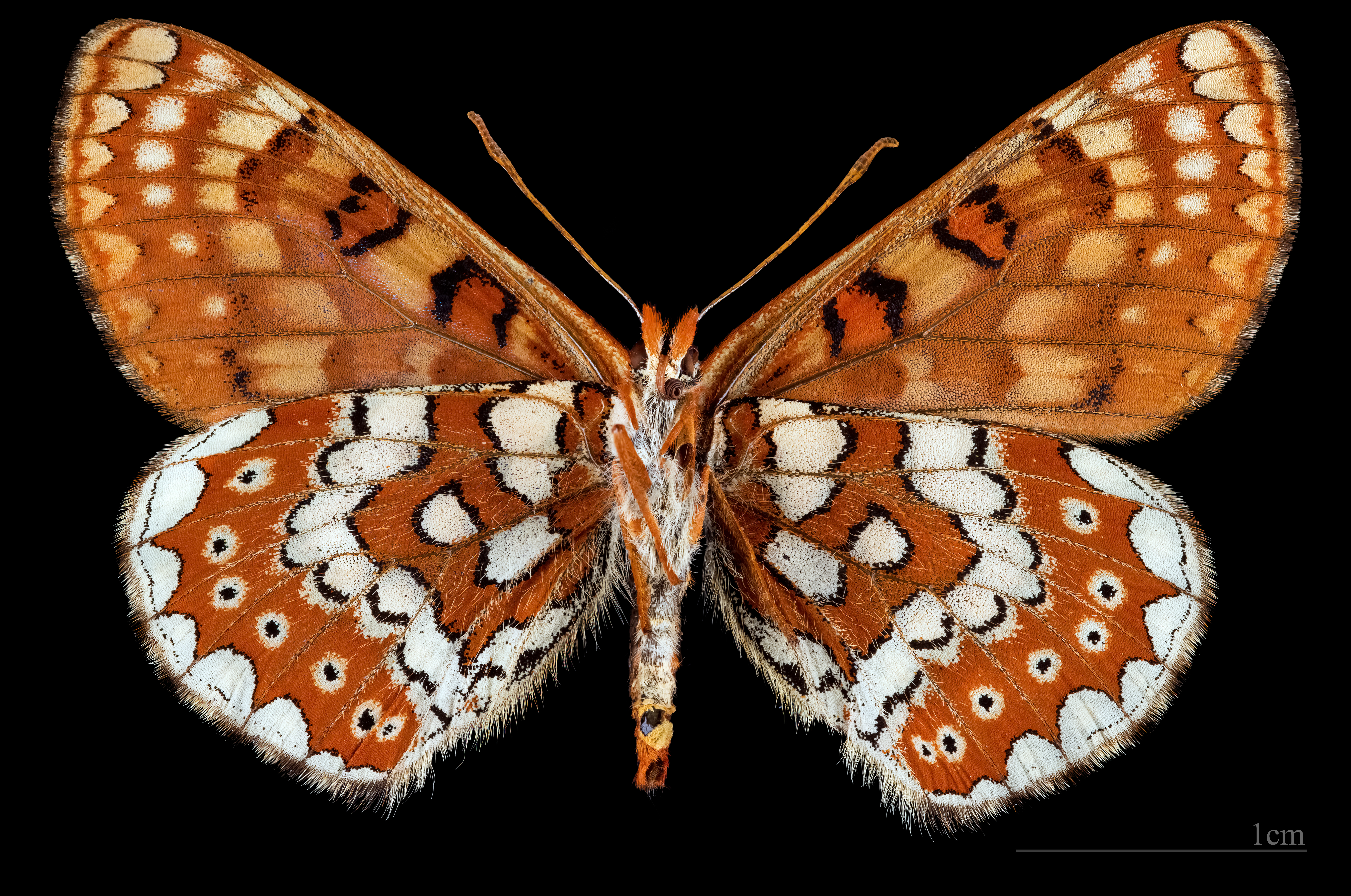
Euphydryas aurinia beckeri ♀ △

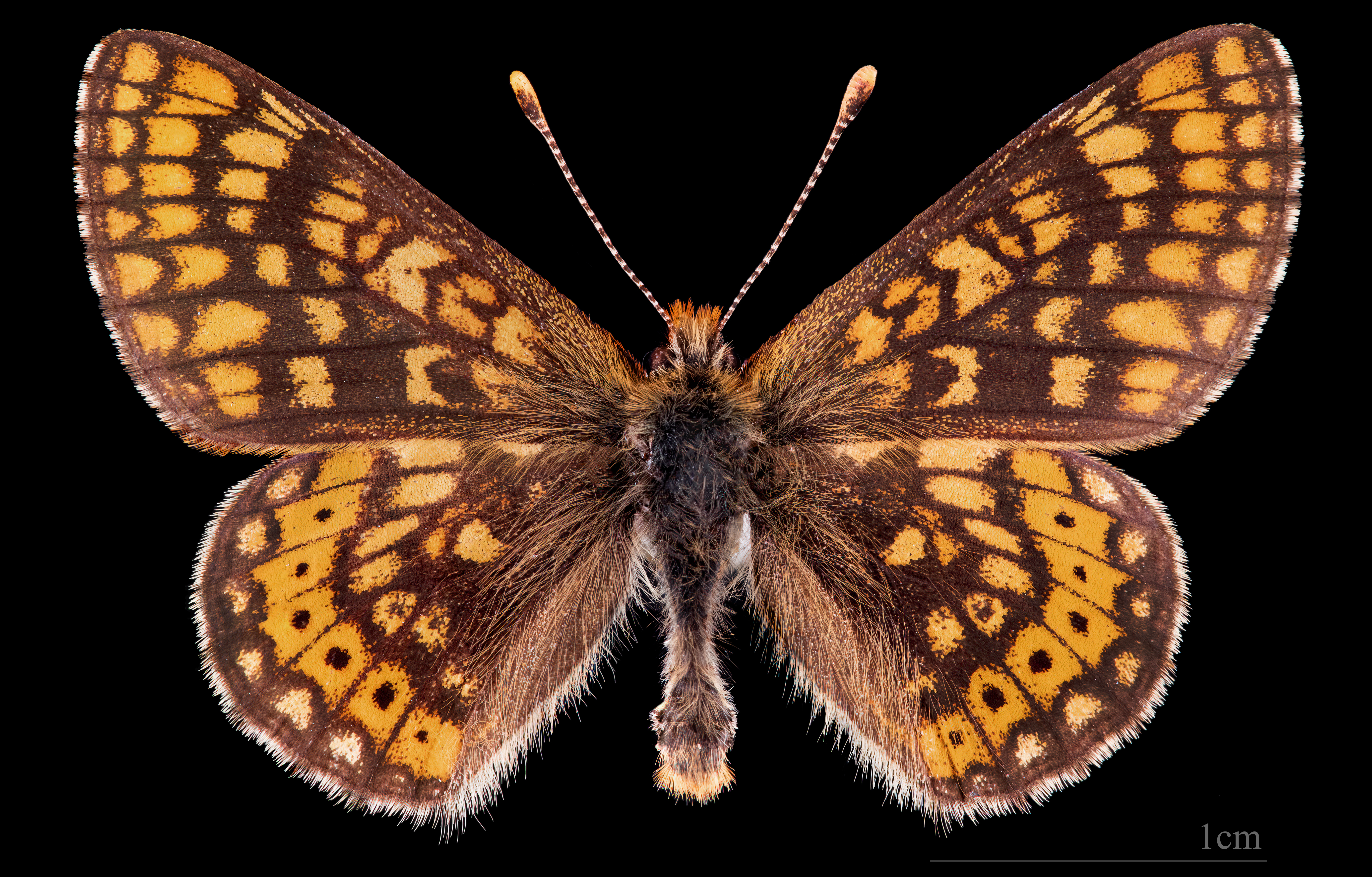
Euphydryas aurinia debilis ♂
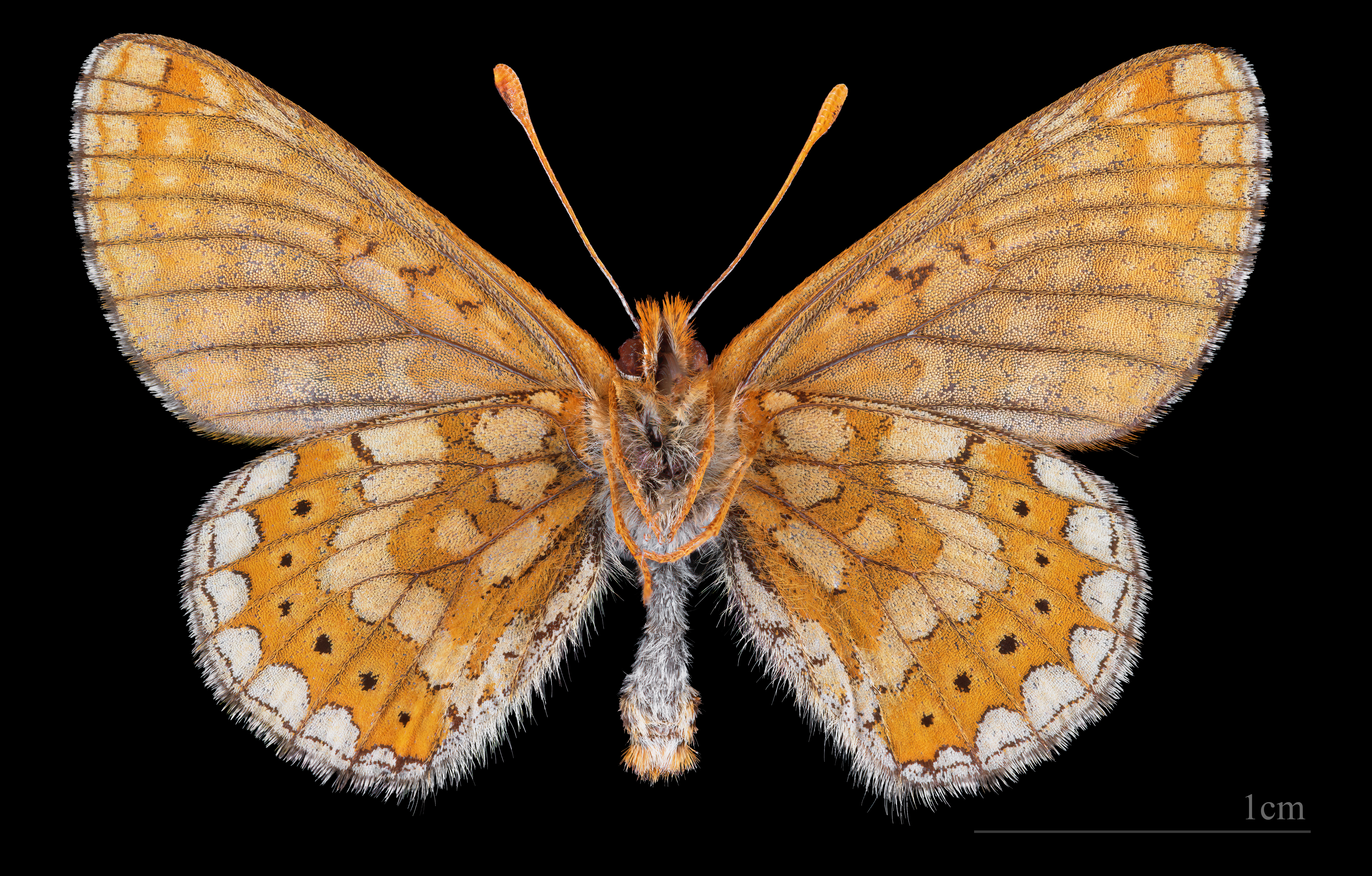
Euphydryas aurinia debilis ♂  △
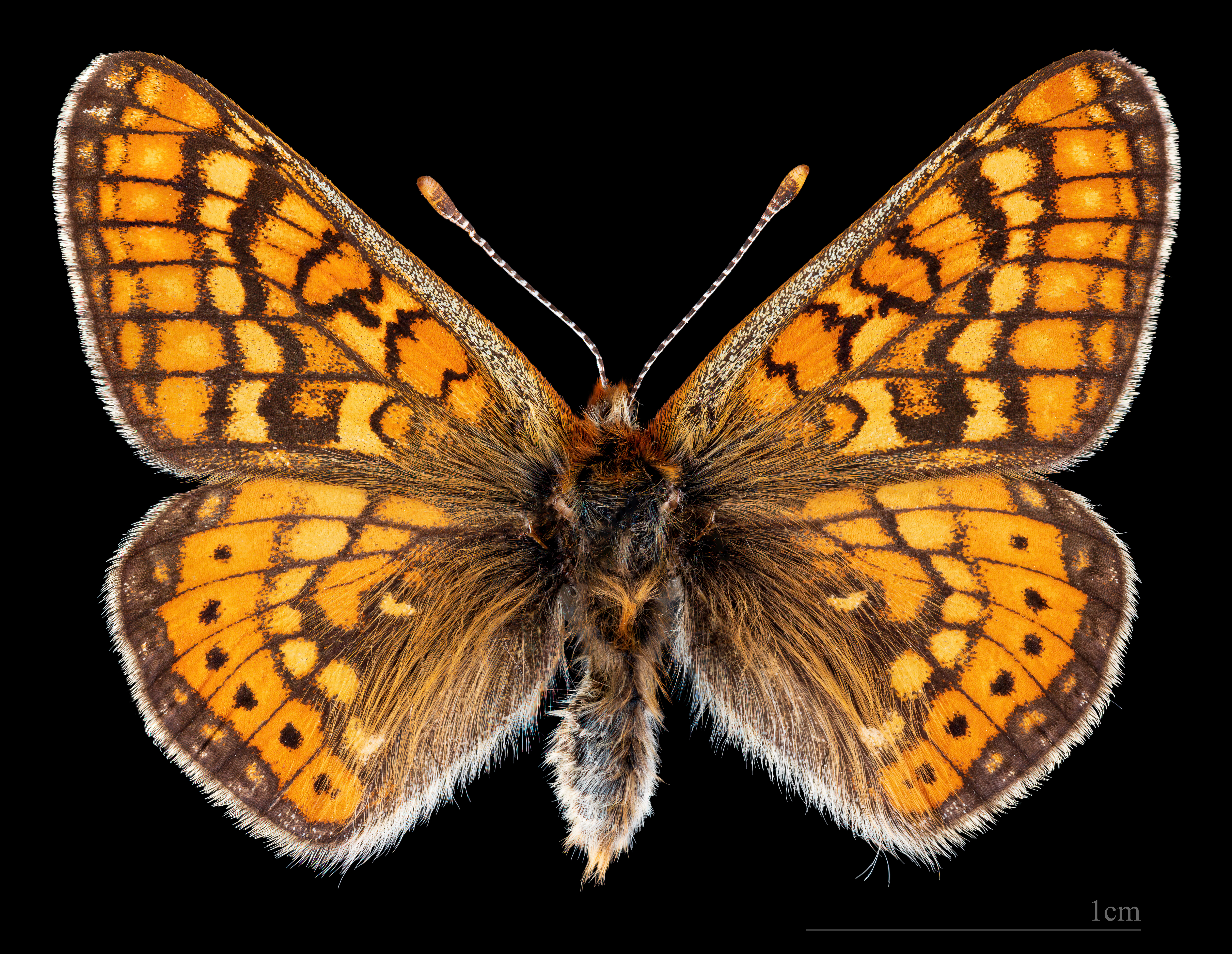
Euphydryas aurinia provincialis ♂
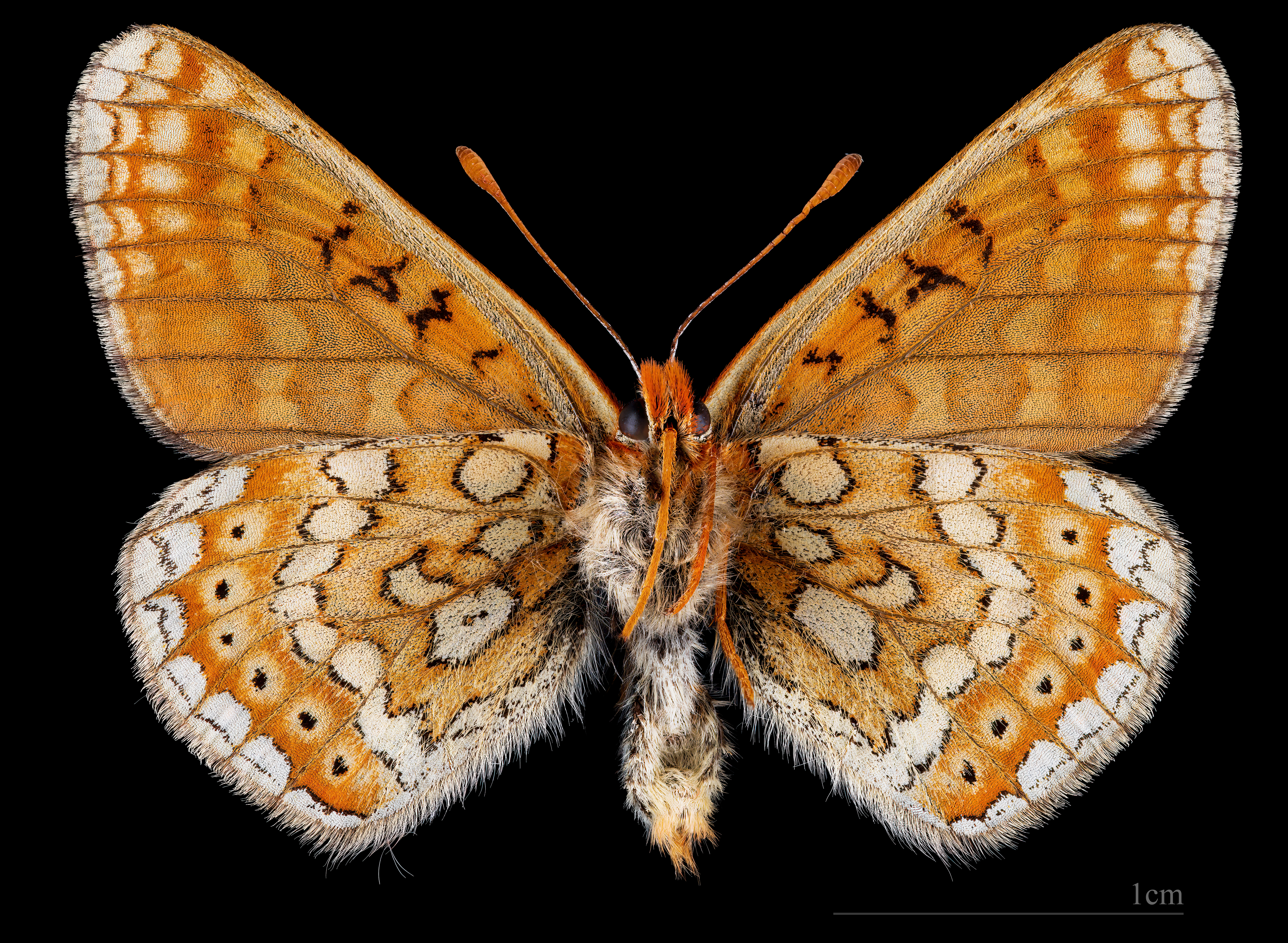
Euphydryas aurinia provincialis ♂ △